# Claudia Rath
Claudia Rath (Hadamar, 25 april 1986) is een atlete uit Duitsland.
Op de Wereldkampioenschappen atletiek 2013 werd Rath vierde op de zevenkamp, en op de Wereldkampioenschappen atletiek 2015 vijfde. Ook op de Wereldkampioenschappen atletiek 2017 nam ze deel aan de zevenkamp, en eindigde ze als achtste.
Op de IAAF World Combined Events Challenge werd Rath derde in 2013, en tweede in 2015.
Op de Olympische Spelen van Rio de Janeiro in 2016 nam Rath deel aan de zevenkamp.

## Persoonlijke records
Outdoor
| Onderdeel    | Prestatie | Wind | Plaats                          | Datum      |
| ------------ | --------- | ---- | ------------------------------- | ---------- |
| 60m          | 7.82      | +0.9 | Bernhausen, Filderstadt (GER)   | 06.05.2012 |
| 150m         | 17.71     |      | Neuwied (GER)                   | 12.05.2017 |
| 200m         | 23.62s    | +0.7 | Mösle-Stadium, Götzis (AUT)     | 27.05.2017 |
| 400m         | 55.67s    |      | Jena (GER)                      | 04.07.2004 |
| 800m         | 2:05.54   |      | Mösle-Stadium, Götzis (AUT)     | 28.05.2017 |
| 100 m horden | 13.44s    | +1.5 | Mösle-Stadium, Götzis (AUT)     | 28.05.2016 |
| 100 m horden | 13.44s    | +0.6 | National Stadium, Beijing (CHN) | 22.08.2015 |
| 400mH        | 1:00.90   |      | Schweinfurt (GER)               | 31.05.2003 |
| hoogspringen | 1.83m     |      | Luzhniki, Moskva (RUS)          | 12.08.2013 |
| verspringen  | 6.86m     | +1.7 | Mösle-Stadium, Götzis (AUT)     | 28.05.2017 |
| Heptathlon   | 6580      |      | Mösle-Stadium, Götzis (AUT)     | 28.05.2017 |
| 4x100m       | 46.13     |      | Ulm (GER)                       | 07.07.2013 |

Indoor
| Onderdeel         | Prestatie | Wind | Plaats                       | Datum      |
| ----------------- | --------- | ---- | ---------------------------- | ---------- |
| 200m ind.         | 24.57s    |      | Frankfurt (GER)              | 22.01.2017 |
| 400m ind.         | 56.30s    |      | Hanau (GER)                  | 01.02.2003 |
| 800m ind.         | 2:09.19   |      | Tallinn (EST)                | 14.02.2016 |
| 60mH ind.         | 8.43      |      | Ergo Arena, Sopot (POL)      | 07.03.2014 |
| hoogspringen ind. | 1.81m     |      | Tallinn (EST)                | 14.02.2016 |
| verspringen ind.  | 6.94m     |      | Kombank Arena, Beograd (SRB) | 05.03.2017 |
| Pentathlon ind.   | 4688      |      | Tallinn (EST)                | 14.02.2016 |
| 4x200m ind.       | 1:38.14   |      | Leipzig (GER)                | 19.02.2017 |

bijgewerkt september-2021
- World Athletics: 14279288